# Negerkreek
Negerkreek is een dorp in het bestuursressort Albina in het district Marowijne in Suriname. Het ligt aan de Oost-Westverbinding, aan de westelijke kant van Alfonsdorp.

## Geschiedenis
Rond de jaren 1970 werd in het dorp waterleiding aangelegd. Dit was relatief vroeg en was een reactie op de vele gevallen van hevige diarree die er voorkwamen. Voor de Binnenlandse Oorlog (1986-1992) was er ook al elektriciteit en konden de bewoners gebruik maken van verschillende voorzieningen in Alfonsdorp, zoals een school en een polikliniek.
Tijdens de oorlog werd de brug opgeblazen door het Junglecommando van Ronnie Brunswijk. De watertoren werd geraakt door kogels en de waterpomp werd gestolen. Na de oorlog werd het dorp vrijwel niet meer opgebouwd.
Tijdens de oorlog zijn veel mensen vertrokken naar Paramaribo en Frans-Guyana. Begin 21e eeuw wonen er nog enkele Aukaners en Arowakken; zij kwamen hier midden 20e eeuw met Biswane als eerste familie.

## Houtconcessies
In 1983 zijn er houtkapvergunningen uitgegeven aan kapitein Watamaleo van Marijkedorp. Toen Alfonsdorp een eigen kapitein kreeg, verdeelde Watamaleo het gebied in tweeën. Vervolgens werden nog twee kapvergunningen in het gebied vergeven, waaronder aan kapitein Adauwna van Negerkreek.
In 2019 verkreeg de houtonderneming Promansol (met onder meer de inheemse Jowy Essed) de rechten van de exploitatie van het gemeenschapsbos in Negerkreek.